# Герцог де Мортемар
Герцог де Мортемар (фр. duc de Mortemart) — французский дворянский титул, принадлежащий представителям дома Рошешуаров.

## История
Сеньория Мортемар в Ла-Марше перешла во владение дома Рошешуаров благодаря браку Эмери VII де Рошешуара с Алис де Мортемар, дочерью и наследницей Гийома де Мортемара. При разделе владений Эмери VIII де Рошешуара в 1256 году Мортемар достался его второму сыну Гийому, основавшему линию Рошешуар-Мортемар.
Гаспар де Рошешуар получил титул маркиза де Мортемара, а его сын Габриель де Рошешуар добился возведения маркизата Мортемар в ранг герцогства-пэрии жалованной грамотой, данной Людовиком XIV в Париже в декабре 1650, подтвержденной грамотой 11 декабря 1663, зарегистрированной Парламентом 15 декабря того же года и Счетной палатой 22 октября 1668.

## Сеньоры де Мортемар
- Эмери VII (1179 — после 1234)
- Эмери VIII (ок. 1210—1245), сын предыдущего
- Гийом I (ум. 1272), сын предыдущего
- Гийом II (ум. 1292), сын предыдущего
- Фуко I (ум. после 1338), брат предыдущего
- Эмери I (ум. 1369), сын предыдущего
- Фуко II, сын предыдущего
- Эмери II (ум. 1397), брат предыдущего
- Гийом III (ум. после 1426), сын предыдущего
- Гишар, брат предыдущего
- Жан I (ум. ранее 1444), брат предыдущего
- Жан II (ум. 1477), сын предыдущего
- Эмери III (ум. после 1516), сын предыдущего
- Франсуа (1502—1552), сын предыдущего
- Рене (1528—1587), сын предыдущего
- Гаспар (ок. 1574—1643), сын предыдущего

## Маркизы де Мортемар
- Гаспар (ок. 1574—1643)
- Габриель (1600—1675), сын предыдущего

## Герцоги де Мортемар
- 1650 — 1675 — Габриель (1600—1675)
- 1675 — 1679 — Луи-Виктор (1636—1688), сын предыдущего
- 1679 — 1688 — Луи I (1663—1688), сын предыдущего
- 1688 — 1730 — Луи II (1681—1746), сын предыдущего
- 1730 — 1731 — Луи-Поль (1710—1731), сын предыдущего
- 1731 — 1743 — Шарль-Огюст (1714—1743), брат предыдущего
- 1743 — Луи-Франсуа-Шарль-Огюстен (1740—1743), сын предыдущего
- 1746 — 1757 — Жан-Батист (1682—1757), сын Луи I
- 1757 — 1771 — Жан-Батист-Виктор (1712—1771), сын предыдущего
- 1771 — 1812 — Виктюрньен-Жан-Батист (1752—1812), сын предыдущего
- 1812 — 1875 — Казимир-Луи-Виктюрньен (1787—1875), сын предыдущего
- 1875 — 1893 — Анн-Виктюрньен-Рене-Роже (1804—1893), кузен предыдущего
- 1893 — Франсуа-Мари-Виктюрньен (1832—1893), племянник предыдущего
- 1893 — 1926 — Артюр (1856—1926), сын предыдущего
- 1926 — 1961 — Шарль (1908—1961), внук предыдущего
- 1961 — 1992 — Франсуа (1930—1992), сын предыдущего
- с 1992 — Шарль-Эмманюэль (р. 1967), сын предыдущего